# 荒川ケンタウロス
荒川ケンタウロス（あらかわけんたうろす）は、日本のロックバンド。レコードレーベルはTIMELEAP。

## メンバー
一戸（いちのへ）
埼玉県蕨市出身。ボーカルギター担当。
好きなものは釣りと酒。読書を好み、k-mixラジオレギュラー番組「メゾンドアミ」内のコーナー「荒川書店」ではお薦めの本を紹介している。
楠本（くすもと）
山口県下関市出身。ギター担当。
ギターはジャズマスター。趣味は車、キャンプ。LUNA SEA SLAVE。LINEオフィシャルブログにて本人執筆によるマンガ「鳩のおじさん」を連載。
土田（つちだ）
東京都国分寺市出身。ベース担当。
ライブではMCを担当、また軽快なステップと不思議な動きをする演奏スタイルが特徴。大食いであり、Twitterではメンバーやスタッフより食事中の写真が度々アップされる。
鳩（はと）
千葉県千葉市出身。キーボード担当。
好きなものは鳥。メンバーで唯一Twitterの個人アカウントを保有しないが、本人制作の鳩イラストによるBotアカウントを運営している。
尾越（おごし）
埼玉県鶴ヶ島市出身。ドラム担当。
好きなものは酒、メロコア。趣味はランニングで、自宅とスタジオの往復も走って移動している。なで肩である。

## 略歴

### 結成
2009年　東京都国分寺市にて結成。バンド名は『週刊ヤングサンデー』（小学館）で連載されていた長尾謙一郎による漫画「おしゃれ手帖」から名付けた。同年7月より活動を開始する。

### 2011年
8月24日　柏井日向（the HIATUS RECエンジニア）プロデュースによる1stシングル 「天文学的少年」をリリース。
11月16日　「天文学的少年」がiTunes Store「今週のシングル」として配信される。
11月23日　1st mini album「遊覧船の中で見る夜明けはいつも以上に美しい」をリリース。
12月3日　初の自主企画となる『INANAKI NIGHT』を開催。（w/ボヤケルズ/武蔵野コード進行研究会/竹内電気）

### 2012年
4月21日　自主企画『NANAKI NIGHT Vol.2』を開催。（w/セカイイチ、ピアノゾンビ）
5月5日　『COMIN’KOBE12』出演。
5月19日　『SHIMOKITAZAWA SOUND CRUISING 2012』出演。
6月2日　『SAKAE-SPRING 2012』出演。
10月11日　『MINAMI WHEEL 2012』出演。
10月13日　『BEATRAM MUSIC FESTIVAL 2012』出演。
11月21日　2nd mini album「Apartment」をリリース。

### 2013年
2月16日　「Apartment」リリースを記念したレコ発ワンマン『"Apartment" 〜いつかは持ちたい一軒家〜』開催。
4月29日　『COMIN’KOBE13』出演。
5月18日　自主企画『INANAKI NIGHT Vol.3』を開催。（w/ふくろうず、蜜）
5月25日　『SHIMOKITAZAWA SOUND CRUISING 2013』出演。
10月12日　『MINAMI WHEEL 2013』出演。
11月8日　LiveHouse浜松窓枠にてアコースティックワンマンライブを開催。

### 2014年
3月5日　初のフルアルバム「よどみに浮かぶうたかたは」をリリース。全国5ヶ所を回る『荒川ケンタウロス「よどみに浮かぶうたかたは」ツアー』を開催。
3月22日　『ガリゲル音楽祭「おとあい3」』出演。
4月29日　『COMIN’KOBE14』出演。
11月9日　 ピアノゾンビ大王 ホネヌキマン様 presents 静岡UMBER出演。（w/ピアノゾンビ、SABOTEN、ザ・サイレンズ、骨上陽水）
11月17日　ワンマンライブ『荒川ケンタウロス presents いいINANAKIの日六十分一本勝負～荒ケンやっちゃおうよ～』を開催。アンコールにて日本コロムビアよりメジャーデビューを発表。

### 2015年
2月4日　メジャー1st mini album『玉子の王様』をリリース。『荒川ケンタウロス「玉子の王様」リリースツアー』を開催する。
2月16日　収録曲「ハンプティダンプティ」が、ビルボードジャパン・エアプレイチャートで1位を獲得する。
3月20日　「玉子の王様」ツアーファイナル ワンマンライブをTSUTAYA O-WESTにて開催。
9月8日　東京・阿佐ヶ谷ロフトAにて、お笑い芸人の菅良太郎（パンサー）と阿諏訪泰義（うしろシティ）をゲストに交えて初のトークイベント「天文学的少年」を開催。11月18日にメジャーデビュー後初となるフルアルバム「時をかける少年」を発売することを発表。
11月18日　メジャー1stフルアルバム「時をかける少年」を発売。収録曲「ティーティーウー」がTBS系テレビ「CDTV」11月度エンディングテーマに、「dancedance or die」がNHK-FM「ミュージックライン」オープニングテーマ（12月／1月）に選ばれる。
11月23日　テレビ東京「プレミアMelodiX!」出演。
11月24日　TBS「ライブB♪」出演。
11月29日　荒川ケンタウロス メジャー1stフルアルバム『時をかける少年』発売記念イベント開催。
12月30日　ニッポン放送「オールナイトニッポンぶっとおしライブ2015」出演。

### 2016年
1月30日　「時をかける少年」リリースツアーファイナルワンマンライブを渋谷WWWにて開催。ライブ中盤、「dancedance or die」にてラッパーMC.BAZENのインタビュームービーが放映され、客席より登場する。
3月15日　「第1回 吉田山田のオールナイトニッポン０(ZERO)LIVE THE FINAL」(TSUTAYA O-WEST)出演。
4月16日　 プレ葉ウォーク浜北2Fセンターコートにてライブ。
5月22日　 「柏MUSIC SUN 2016」出演。
5月28日　 「Shimokitazawa SOUND CRUISING 2016」出演。
6月5日    「TOKYOいなかフェスティバル」出演。
6月19日　 MARK IS 静岡 1F メインコートにてアコースティックインストアライブを開催。
6月24日　 メジャー1stフルアルバム「時をかける少年」より「重力列車」MVを公開。
6月26日　 CLOW with ひまわり広場で手をつなごうpresents 「水無月のつゆ」出演。
7月10日　 イケヤ高林店&ららぽーと磐田にてアコースティックインストアライブを開催。
7月17日　 セレオ国分寺ミニライブ&サイン会開催。
7月23日　 Official髭男dismリリースツアー「THE DAILY MIRROR tour 2016」東京公演出演。
7月31日　 ナードマグネット「さよなら20代ツアー東京編」(下北沢BASEMENTBAR)出演。ナードマグネットの「この恋は呪い」をカバー。
8月11日　 井上侑ワンマンライブにスペシャルフロントアクトとして出演。
8月13日　 TRY OUTDOOR FESTIVAL in イオンレイクタウンに出演。
8月14日　 名古屋「TREASURE05X ～TRIPLE AUTHORITY～」出演。終演後、屋上でバーベキューを愉しむ。
8月28日　 静岡「プレ葉ウォーク浜北」にてインストアライブ出演。アクシデントによりGt.楠本が全曲においてボーカルを担当。
9月18日　 静岡4ヶ月連続企画ファイナル「走り出したい気持ちを僕はなんと呼ぼうSpecialワンマン」開催。ラジオ企画公募により静岡の学生バンドこんにちわずをO.A.迎え開催。
10月1日　 ボヤケルズ「THE LAST BOYAKE ～東京編～」出演。鹿児島出身のボヤケルズにちなみ、ライブ冒頭で客席にサツマイモ（イモリウムと命名）が配られる。
10月8日　 大阪「FM802 MINAMI WHEEL2016」出演。Manhole New WorldよりPerc.ぬましょうがサポート参加。

### 2017年
6月3日　 東京渋谷TSUTAYA O-nestにてワンマンライブ「KILLERSONGS」開催。
8月16日　MY UNCLE IS VERY FAMOUS TENNIS PLAYER RECORDSより、配信限定シングル「暁」リリース。
8月19日　新代田FEVERにてワンマンライブ「SUMMER NIGHT FEVER」開催。
8月19日　K-mixアーティストたちの音遊戯 2017夏に参加。
9月27日　配信シングル「ハートビートからknockしてるbaby」リリース。
10月15日　第55回立教大学ホームカミングデーに参加。
11月4日   ラジオを聞いてライブに行ってCD買おう！に参加。
11月11日　多摩六都科学館にてアコースティックワンマンライブ「starry night flight」開催。

### 2018年
3月8日　「今後の活動に関するお知らせ」を発表し、バンド継続を宣言。
4月8日　キャリア史上最大キャパとなる渋谷CLUB QUATTROにて、ワンマンライブを開催。
5月3日　flooring high vol.12に出演。
11月10日  starry night flight vol.2 開催。(多摩六都科学館 プラネタリウムドーム)

### 2019年
7月3日 デジタルシングル「手紙」先行配信スタート
7月17日　3rdフルアルバム「情熱の船」発売(初のセルフプロデュース作品)
8月1日　国分寺市観光大使に任命。

### 2020年
7月6日 所属事務所を離れ独立。レーベル 兼 音楽事務所「TIMELEAP」を設立。

### 2023年
8月23日 シングルCD「花沢橋」(TMLP-0001)をリリース。
10月9日 アナログ盤レコード「花沢橋」(TMLP-0002)を、ライブ会場限定リリース。
12月13日 ミニアルバムCD「君に降る星」(TMLP-0003)をリリース。

## ディスコグラフィ

### シングル
|     | 発売日        | タイトル     | 規格品番  | 備考                                                                            |
| --- | ------------- | ------------ | --------- | ------------------------------------------------------------------------------- |
| 1st | 2011年8月24日 | 天文学的少年 | EXPP-1001 | TOWER RECORDS 限定Single／ジャケットデザイン:長尾謙一郎＋可児優(連雀デザイン室) |
| 2nd | 2023年8月23日 | 花沢橋       | TMLP-0001 |                                                                                 |

### 配信シングル
|     | 発売日         | タイトル                        | 規格品番  | 備考 |
| --- | -------------- | ------------------------------- | --------- | ---- |
| 1st | 2017年8月16日  | 暁                              | MYUN-0001 |      |
| 2nd | 2017年9月27日  | ハートビートからknockしてるbaby | MYUN-0002 |      |
| 3rd | 2017年10月25日 | Ring a bell                     | MYUN-0003 |      |

### ミニアルバム
|     | 発売日         | タイトル                                   | 規格品番   | 備考                                                                            |
| --- | -------------- | ------------------------------------------ | ---------- | ------------------------------------------------------------------------------- |
| 1st | 2011年11月23日 | 遊覧船の中で見る夜明けはいつも以上に美しい | EXPP-1002  | ジャケットデザイン:長尾謙一郎＋可児優                                           |
| 2nd | 2012年11月21日 | Apartment                                  | EXPP-1003  | ジャケットデザイン:黒木ユタカ                                                   |
| 3rd | 2015年2月4日   | 玉子の王様                                 | COCP-38946 | Major 1st Mini Album／プロデュース：高野勲&柏井日向、アートディレクター：木村豊 |
| 4th | 2023年12月13日 | 君に降る星                                 | TMLP-0003  | アートディレクター：Cato Friend                                                 |

### アルバム
|     | 発売日         | タイトル                 | 規格品番   | 備考                                           |
| --- | -------------- | ------------------------ | ---------- | ---------------------------------------------- |
| 1st | 2014年3月5日   | よどみに浮かぶうたかたは | EXPP-1004  | AD/Illustration：Cato Friend                   |
| 2nd | 2015年11月18日 | 時をかける少年           | COCP-39341 | Major 1st Full Album／Art Director：長尾謙一郎 |
| 3rd | 2019年7月17日  | 情熱の船                 | MYUN-4     | M-3ゲストボーカル:ななせぐみ                   |

## プレイリスト
- Apple Music

『はじめての一人暮らし』 -アパート（収録アルバム：「Apartment」）

『2014 Best Tracks(CINRA.NET)』 -RPG（収録アルバム：「よどみに浮かぶうたかたは」）

- Amazon Music

『キャンプファイアで聴くJ-POP』 -まぼろし（収録アルバム：「玉子の王様」）

## YouTube
アルバム「よどみに浮かぶうたかたは」以降のトレイラーでは、メンバー脚本、出演による一発録りムービーが制作されている。

## ラジオ番組
- K-mix「Maison de Ami」毎週火曜21:25-21:50レギュラー出演。(〜2017年3月)
- 「荒川ケンタウロス一戸のRADIO KENTAUROS」毎週土曜20:30 O.A. (2017年4月〜)
- 「荒川ケンタウロスのRADIO KENTAUROS」毎週土曜20:30 O.A. (2018年4月〜)